# Davvi Girji
Davvi Girji (Bok i norr) är ett samiskt förlags- och mediaföretag i Karasjok i Finnmark fylke i Norge. 
Davvi Girji grundades 1990 av John T. Solbakk (född 1945) och är det största samiska förlaget i Norge och har specialiserat sig på skönlitteratur och läroböcker. Förlaget ger också ut Stor norsk-samisk ordbok / Daru-sami satnegirji och producerar textremsor för NRK i det samiska nyhetetsprogrammet Ođđasat i TV.
Företaget har 15 anställda. Chef är Synnøve Solbakken-Härkönen.

## Utgivningar i urval
- 1979 Lærebok i lappisk (I–III), ISBN 82-00-13093-2
- 2007 Fortellinger om samisk samtidskunst, ISBN 978-82-7374-624-5